# Detroit Pistons 1958-1959
La stagione 1958-59 dei Detroit Pistons fu la 10ª nella NBA per la franchigia.
I Detroit Pistons arrivarono terzi nella Western Division con un record di 28-44. Nei play-off persero la semifinale di division con i Minneapolis Lakers (2-1).

## Roster
| N° | Naz.                   | Ruolo | Sportivo         | Anno | Alt. | Peso |
| -- | ---------------------- | ----- | ---------------- | ---- | ---- | ---- |
| 6  | Stati Uniti (bandiera) | A     | Shellie McMillon | 1936 | 196  | 93   |
| 9  | Stati Uniti (bandiera) | A     | Joe Holup        | 1934 | 198  | 98   |
| 10 | Stati Uniti (bandiera) | A     | Barney Cable     | 1935 | 201  | 79   |
| 11 | Stati Uniti (bandiera) | GA    | Ed Conlin        | 1933 | 196  | 91   |
| 12 | Stati Uniti (bandiera) | GA    | George Yardley   | 1928 | 196  | 86   |
| 14 | Stati Uniti (bandiera) | G     | Chuck Noble      | 1931 | 193  | 86   |
| 15 | Stati Uniti (bandiera) | G     | Dick McGuire     | 1926 | 183  | 82   |
| 16 | Stati Uniti (bandiera) | AC    | Phil Jordon      | 1933 | 208  | 93   |
| 17 | Stati Uniti (bandiera) | AC    | Earl Lloyd       | 1928 | 196  | 91   |
| 21 | Stati Uniti (bandiera) | G     | Gene Shue        | 1931 | 188  | 77   |
| 22 | Stati Uniti (bandiera) | GA    | Dick Farley      | 1932 | 193  | 86   |
| 23 | Stati Uniti (bandiera) | C     | Walter Dukes     | 1930 | 213  | 100  |

## Staff tecnico
- Allenatore: Red Rocha